# エア・ノース
エア・ノース（Air North）はカナダ、ユーコン準州の航空会社。ホワイトホース国際空港を拠点に州内の地域輸送を行う他、バンクーバー国際空港やトロント国際空港に向かう路線も運航している。
運航機材はATR 42やボーイング737を使用している。